# Cyklopropen
Cyklopropen – organiczny związek chemiczny o wzorze C3H4, najprostszy cykloalken. Pomimo bardzo silnych naprężeń wewnątrz pierścienia jest stabilny termicznie do temperatury około 200 °C.